# Inchtalla
Inchtalla ou Inch Talla est une île du Loch ou lac de Menteith dans le centre de l'Écosse. Son nom dérive des mots gaéliques innis (île) et « talla » (hall, grande maison), une traduction pourrait être « l'île-château ».
L'île entière est dominée par le château de Talla (en) qui semble avoir été construit au XVIIIe siècle. Il est érigé sur le site d'un bâtiment antérieur datant de 1428,.
« Île de Monteith [Inchtalla]. Accord entre la Comtesse d'Airth et William, Comte de Monteith :
Toutes les pièces situées à l'intérieur de la porte de la grande salle, y compris la deuxième chambre à côté de la salle appelée la "schoolhouse" (maison d’étude) et la chambre nord adjacente à la salle, seront à usage égal chaque fois que l’occasion se présente, que ce soit pour les proches de ladite comtesse ou pour ceux dudit comte (étant des hommes de qualité). La cuisine et la brasserie seront d'usage commun pour servir les deux parties, et ledit comte aura la petite voûte à l’est de l’escalier en colimaçon, du côté sud de la cour intérieure. »